# Kleiner Wasserschlauch
Der Kleine Wasserschlauch (Utricularia minor) ist eine Pflanzenart aus der Gattung der Wasserschläuche (Utricularia) innerhalb der Familie der Wasserschlauchgewächse (Lentibulariaceae). Diese Fleischfressende Pflanzenart (Karnivore) lebt untergetaucht in nährstoffarmen, moorigen Gewässern.

## Merkmale
Der Kleine Wasserschlauch ist eine sommergrüne, wurzellose, untergetauchte Wasserpflanze, die Wuchshöhen von 4 bis 15 Zentimetern erreicht. Neben grünen Tauchsprossen sind meist auch sehr zarte, bleiche Schlammsprossen vorhanden, mit denen die Pflanze verankert sein kann. Die Laubblätter haben zwei bis zehn Fangblasen an den ganzrandigen oder einzähnigen Zipfeln. Die Blattzipfel stehen meist zu 7 bis 22 (extrem: 2 bis 37) an den bis zu zwei Zentimeter breiten Blättern. Die Endzipfel weisen keine borstige Bewimperung auf, es ist höchstens eine Endborste vorhanden.
Die meist 5 bis 15 Zentimeter langen Trauben bestehen aus 2 bis 5 (6) blassgelben Blüten, die 6 bis 9 Millimeter lang sind und sich zwischen Juni und August über die Wasseroberfläche erheben. Ihr Sporn ist ungefähr so lang wie breit und stumpf kegelförmig. Die nach unten gebogene, kreisrunde Unterlippe ist länglich und 5 bis 8 Millimeter breit. Der Gaumen der Unterlippe ist flach und verschließt den Schlund nicht vollständig. 
Die Winterknospen sind kahl.
Die Blütezeit ist Juni bis August.
Die Chromosomenzahl beträgt 2n = 36 oder 44.

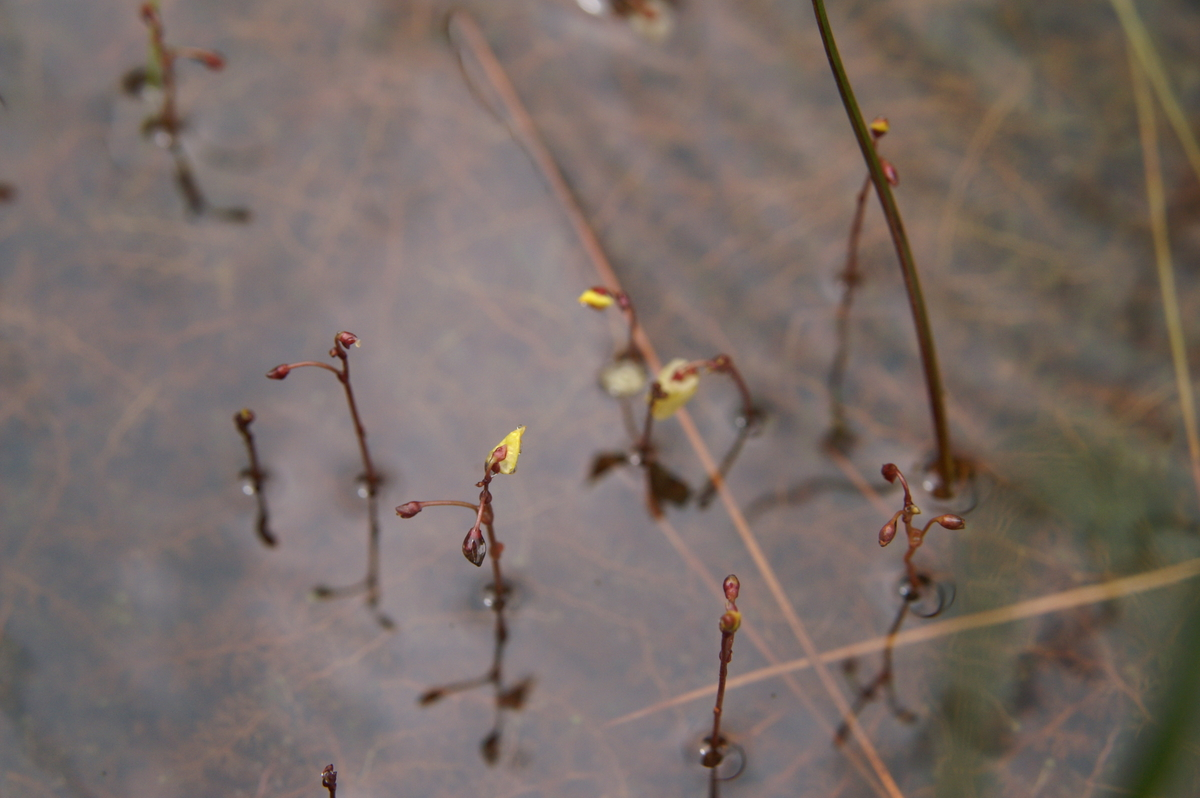
Kleiner Wasserschlauch (Utricularia minor)

## Vorkommen
Der Kleine Wasserschlauch wächst in oligo- bis mesotrophen Gewässern wie Torfstichen, Teichbuchten, Moorschlenken und -tümpeln. Er ist in Mitteleuropa eine Charakterart des Scorpidio-Utricularietum minoris aus dem Verband der Moortümpel-Wasserschlauchgesellschaften (Sphagno-Utricularion).
Die Art ist in den subarktischen und gemäßigten Zonen der Nordhalbkugel verbreitet und kommt außerdem in Neuguinea vor. In Deutschland kommt sie etwas stetiger in Südbayern, zerstreut in Mittel- und Nordbayern, dem südlichen Baden-Württemberg, Sachsen, Brandenburg und Niedersachsen sowie selten in Rheinland-Pfalz, Nordrhein-Westfalen, Hessen, Thüringen, Sachsen-Anhalt, Mecklenburg-Vorpommern und Schleswig-Holstein vor und gilt als „stark gefährdet“.

## Gefährdung und Schutzmaßnahmen
Obwohl sie in einigen Teilen ihres Verbreitungsgebietes gefährdet oder vom Aussterben bedroht ist, gilt die gesamte Art aufgrund ihrer weiten Verbreitung als gering gefährdet (Least Concern). Es sind keine artspezifischen Bedrohungen bekannt.